# Dolichopeza tayloriana
Dolichopeza tayloriana är en tvåvingeart som beskrevs av Alexander 1936. Dolichopeza tayloriana ingår i släktet Dolichopeza och familjen storharkrankar. Inga underarter finns listade i Catalogue of Life.